# Josh Reddick
William Joshua Reddick (Savannah, Georgia, 19 de febrero de 1987), más conocido como Josh Reddick, es un exjugador profesional estadounidense de béisbol que se desempeñó en la posición de jardinero derecho en las Grandes Ligas de Béisbol (MLB). Logró obtener un Guante de Oro.

## Carrera
Reddick jugó como profesional tres temporadas en Boston Red Sox (2009-2011), después pasó a Oakland Athletics (2012-2016), luego a Los Angeles Dodgers (2016), posteriormente a Houston Astros (2017-2020), y finalmente, a Arizona Diamondbacks, donde jugó una temporada (2021), y fue el equipo en el que se retiró.

## Premios
Fue galardonado con el Guante de Oro en una oportunidad (2012).